# La tapadera (serie de televisión)
La tapadera (The Firm) es una serie producida por Sony Pictures Television emitida en AXN, Global y NBC. Argumentalmente es la continuación de la novela de John Grisham La tapadera y de su adaptación cinematográfica protagonizada por Tom Cruise.

## Argumento
La serie comienza 10 años después del final de la novela original. Mitch McDeere (el abogado que fue clave en la destrucción de la prestigiosa firma de abogados en Memphis, la cual servía como fachada para la mafia de Chicago) abandona el programa de protección de testigos bajo el que ha vivido durante una década e intenta retomar su vida con su mujer Abby.

## Reparto
- Josh Lucas como Mitch McDeere.
- Molly Parker como Abby McDeere, esposa de Mitch.
- Callum Keith Rennie como Ray McDeere, hermano de Mitch.
- Juliette Lewis como Tammy, secretaria de Mitch.
- Natasha Calis como Claire McDeere, hija de Mitch.

## Emisión
Estados Unidos
La serie se comenzó a emitir en Estados Unidos el día 8 de enero en el canal NBC. 
España
AXN emitió la serie en España y Portugal a partir del mes de febrero.